# Рендзины (гмина)
Рендзины (пол. Rędziny) — сельская гмина (волость) в Польше, входит как административная единица в Ченстоховский повет, Силезское воеводство. Население — 9647 человек (на 2004 год).

## Демография
| Перепись                       | Всего   | Всего | Женщины | Женщины | Мужчины | Мужчины |
| ------------------------------ | ------- | ----- | ------- | ------- | ------- | ------- |
| Единицы                        | человек | %     | человек | %       | человек | %       |
| Население                      | 9647    | 100   | 4944    | 51,2    | 4703    | 48,8    |
| Плотность населения (чел./км²) | 233,2   | 233,2 | 119,5   | 119,5   | 113,7   | 113,7   |

## Поселения
1. Конин
2. Косьцелец
3. Мадалин
4. Марянка-Рендзиньска
5. Рендзины
6. Рудники

## Соседние гмины
1. Ченстохова
2. Гмина Кломнице
3. Гмина Мстув
4. Гмина Мыканув